# やわらか戦車
『やわらか戦車』（やわらかせんしゃ）は、ラレコ制作のAdobe Flashによるアニメ作品。また、同作に登場するキャラクターの名前である。

## 概要
ライブドアと協力してプロモーション戦略立案や版権管理を行うファンワークスがライブドアネットアニメ（ネトアニ）での連載として企画した。戦車であるにもかかわらず体が柔らかく臆病な謎の兵器「やわらか戦車」とその仲間たちが巻き起こすシュールな出来事を描いたコメディアニメである。略称は「やわ戦」。
企画当初は「かわいい動物モノのアニメで」との打診だったが、作者はそれに反して以前描きかけて放置していた「やわらか戦車」を提出。結局これが採用された。徹底した広告戦略により、徐々に有名になった。
ガソリンスタンドにあった「やわらか洗車」（柔らかい布で洗うから車の塗装を傷めない）という看板を見て「『やわらか戦車』があったら面白いだろうな」とひらめいたらしい。
2006年、ファンワークスは『やわらか戦車』の商品化を企画。50社以上の申し出があった中から10社あまりの企業と「やわらか戦車連合軍」を結成し、玩具、雑貨、映像、書籍など多岐にわたるジャンルで商品を企画、発売している。同一ジャンルの商品を複数の会社にライセンス供与していること、またネット発のキャラクターとしては作者1人による制作で版権処理が容易であることなどから新しい形のキャラクタービジネスの試金石と見られ、毎日放送の『VOICE』、テレビ東京系の『ワールドビジネスサテライト』でも取り上げられた。また、商品化企画と前後してメディアにも露出するようになり、『王様のブランチ』や『くるくるドカン〜新しい波を探して〜』にも登場した。また、テーマ曲がナムコの音楽ゲーム『太鼓の達人シリーズ』に収録されており、この作品で『やわらか戦車』を知った人も多い。
一部のキャラの声を除く脚本・作画・音楽・声の出演は全てラレコ1人で制作している（後述のやわらかジェーン、波打ち際戦車ーズ、74式戦子の声はラレコの妻であるkaolip〈カオリップ〉が担当している）。2011年11月までに53話まで公開された。また、2007年9月21日にファンワークスによってYouTube日本語版上に「やわらか戦車チャンネル」が開設された（現在はネットアニメチャンネルに改称されている）。
尖閣諸島事件をバックストーリーとした時事ネタを扱ったエピソードも制作された。
2011年11月末をもって「くわがたツマミ」と共に更新を終了。公式サイトは閉鎖された。

## 受賞など
いずれも2006年。
- 第11回アニメーション神戸（作品賞ネットワーク部門）[2]
- AMDアワード（Best Visual Designer賞）
- 日本のメディア芸術100選（エンターテイメント部門1位）
- Web of the Year 2006（話題賞第2位）

## 登場人物（戦車・兵器含む）
やわらか戦車以外の登場人物の括弧内の話数は初登場時のもの。
やわらか戦車
本編のメインキャスト。
兵器でありながら武装されておらず、戦闘にも消極的な謎の本人曰く「戦車」。
白っぽい饅頭のような桃のような柔らかい部分に顔がついており、左右に足にも手にもなる折り畳み可能なキャタピラが付いている。全高20cm（第47話で判明）だが、たこ焼き機のくぼみにすっぽり収まるほどの小さな戦車も確認されており、かなりの個体差がある模様。消化器官は頭頂部にある（第48話）。
第6話で「僕たちってホントに兵器なんですか…？」と作中兄者から自分に疑問を持たれるが、ラレコによると通常の「戦車」の定義に当て嵌まらないにもかかわらず戦車としているのは「戦わない車」であるためだとしている。しかし、第10話でやわらかベイベに銃撃されてもゆれるだけなので高い耐貫通能力があると思われ、また、輸送機から落下して地面に墜落してもそのまま跳ね上がって帰って来るほどの弾力性を持つ。
さらに人間だったら複雑骨折してしまうような狭い状況下でも心を閉ざす（思考回路を切る）事で耐え切ってしまうなど、やわらかい分衝撃や圧力には割と強い面もある。しかしながら、三男曰く生まれたての海亀より生存率が芳しくない。また気圧が低くなると膨張するなど、装甲厚は袋菓子レベル。極寒の地にさらされた時には釘を打てるほど硬化していた（第43話）。
頭に何かが突き刺さっても平然としている。頭に刺さるのは主にタイアップ物に関するものがよくある。しかし、差し込む深さはさすがに限度があり、ハイヒールの踵を思い切り頭に踏まれた時は深すぎて意識を失っていた（18話）。
またなぜかは不明だが人の指で触れられるとそこから腐る（言葉でも腐ることがある）、放置されるとカビが生える事があるとのこと（第1話）他には兵器間での識別コードの交換が出来たりする（第42話）。
後退する際はキャタピラを普通に使う一方、前進するときはキャタピラを足のように上下に動かして移動することが多い。
台や輌ではなく匹として数えられ、主力戦車ではない模様（第47話）。
兄弟は少なくとも3万152男までいるらしく（第25話）、DVD2巻のオリジナルストーリーでは5万台もいる模様。90式先輩からは見分けがつかないが、技能テストの試験官など兄弟をある程度区別できる者もいる。
兄者（あにじゃ）
最も登場数が多いやわらか戦車で、3万飛んで152人（第25話）兄弟の長男。性別はオスでもメスでもなく「カス」である（第24話）。
90式先輩と鬼塚曹長には「ボウズ」と呼ばれている。座右の銘は『BIGな男になりて〜な〜』（第21話）。
3日に一度は子猫にさらわれ行方不明になる。さらに子猫にさらわれた先にジェーンという現地妻がいて、やわらかベイベという子供までいる（後述）
技能テストでは兄弟最下位だが、兄者がパソコンの資料データの改竄によってトップに躍り出たことが裏目に出て空挺団に配属されてしまった（第29話）。その後は鬼塚から厳しい訓練を受けている模様だが、決して冷遇はされていない。兄者も後に鬼塚の人柄に触れ、厳しい訓練の日々をしっかりこなしていた。
必殺技は「兄者パンチ」と「兄者キック」だが、キャタピラなので鬼塚曹長に「同じじゃねえか！」と殴られた（第34話）。また、同話で「普通フグ調理師免許」と「大型特殊フグ調理師免許」を持っていると語っており、フグの調理が出来るらしいが、運転免許は持っていなかった。だが、その後第46話までに運転が出来るようになり、ジャニス宅のリフォームに必要な道具類を軽トラで運んでいた。
キャタピラを外すと、水に浮かびブイとして活躍する（第40話）他、釣り具の浮き（通称:やわらか戦車・V（ブイ））としても利用出来る（第41話）。
戦闘の後仲良くなったクロちゃん（後述）を飼おうとしているが、鬼塚曹長に反対されているのが悩み（第42話）。
第47話で「ファナレル症候群」の第一号になったことで防疫部隊に捕獲され、兄弟全員が施設に隔離される。続く第48話では症状が治らない状態で空挺団に帰還。ファナレル症候群の特効薬（カーリングのストーンほどの大きさの錠剤）を無理やり岩田に飲まされたがその場で吐き出して埋めていたため症状が悪化。最終的に本体が36000km上空までファナれてしまい、衛星テレビ用の人工衛星と衝突してお星様になってしまった。
しかし第49話では何事もなかったかのように元に戻っており、キャタピラ後部に小型ジェットエンジンを搭載し動力飛行能力を獲得、非武装戦闘機として航空部隊に配備されていた。領空に接近するロシア空軍機を退却させるために警告を行うが、無視され続けたために「露助ェー!」とまで発言して激怒し、唾液で警告射撃を実行。しかしロックオンされ追いかけまわされた揚句、機体の掃除をやらされた。
第50話では鬼塚曹長から貰った10円玉で未確認機に傷を付けた為にミサイル攻撃を受けたが、曹長が身代わりとなり命中はしなかった。
やわらかアトムではアトムから名義を「アニジャ」と間違えて新聞契約をされた（後に名義は自分本人の「アトム」に差し変わる）。
やわらかジェーン
第2話にて写真で登場し、その後第4話にて登場した兄者の「現地妻」。長い金髪とまつ毛が特徴。兄者との間に青いフードでおしゃぶりを咥えたベイビー（子供）がいて、基本的には親子川の字（ラレコ談）。

第16話では家が空爆されてしまうが一命を取り留め、ベイベのミルクを得るために乳牛を放牧するなどたくましい一面もある。兄者やベイベに対して愛情を持って接し、常に笑顔を欠かさないが、第25話で「男の隠れ家」に篭ってしまった兄者のことを浮気をしたものと邪推し、笑顔のまま顔中に青筋を浮かべ、釘を打ち付けたバットを持ってベイベ、90式先輩とともに捜索に出たり、第38話で勝手に兄者の家に4泊も居座った鬼塚曹長に報復としておみやげに時限爆弾を持たせるなど、怒らせるとかなり怖い。
悩みは移動すると自慢のブロンドが車輪に絡まってしまうこと。
やわらかベイビー（やわらかベイベ）
兄者とジェーンの間に「製造」された子供。「バーブー」としか喋れない（ただし伝えたい意図は兄者は理解できる）。青いフードを被っている。性別は長らく不明だったが、第24話でオスと判明する。
まだ赤ん坊で世間知らずであり、前向きでたくましい。いつの間にかかなりの数に増殖していたことについて作者本人は「戦場で拾ったガラクタをリサイクルし作られた大量生産型である」と発言している。また、「ご近所の子」もいるらしく、全てがジェーンの子供というわけではない。乳が大好きで腹が減るとベイビー同士で鼓笛隊を組んで「兄者」にマーチを奏でながらおねだりをする。また、他にも「株やりたい」「家建てたい」「ヒルズにオフィスを構えたい」といった野望があるらしく90式先輩曰く「乳のみ子のくせして野心的」。兄者は「やがて全てを諦めて退却に目覚める」と90式先輩に語っていたが、現段階では後述の通りたくましく育ち、第16話でも育ち盛りな面を見せる。第10話ではミサイルを使って棒倒しをしたり兄者に機関銃や対戦車ロケット弾を撃ったりとたくましく育っている姿を見ることができる。第23話では、兄者やジェーン、90式先輩などが海で溺れた時、スイミングスクールで泳ぎを10秒ほどで学び、全員一度に救助した。第24話で満1歳を迎え、「背負わせミサイル」を購入したが、兄者の懐具合を察して中古品を選ぶなど親への気遣いもある。事実上最終話となる53話で缶元総理に決死でミサイルを持ち運び、立ち向かった。巻末は兄者共々不明。
次男・三男
兄者の弟にあたるやわらか戦車。外見は兄者と変わりない。
第3話では兄者と次男が砲撃により吹っ飛ばされたため終始三男が主役になっていたこともある。
第6話では兄者と一緒にサマワに行っていた。また、第35話では三男が兄者の回想で登場し水虫が治ったことを喜んでいた。
おやっさん
第11話でジミおじさんがボクシングで出会ったトレーナーコーチのやわらか戦車。キャタピラは茶色、眼帯と体に傷がついている。話し方は他のやわらか戦車たちと同じ。特訓の成果は結局ランニングとトムヤムクンで太った減量だけで終わった。本試合では「マウスピース」を忘れてしまい、ジミの機転で彼自身がマウスピースにされた。
子ネコ
3日に一度兄者を戦場より連れ出す（第1話）。兄者のいるところならたとえ砲弾飛び交う中であろうと現れては兄者をくわえてどこかへ連れ去っていく。
同じ柄の仲間が多数おり、何匹かは「タマ」という名前（第14話）。
松戸博士の手術により、ジミおじさんの身体になったが実力はすこぶる高く、動けないジミの頭を攻撃し続けた。
90（きゅうまる）式先輩
モデルは90式戦車。普段は堅物だが、話しかけられると饒舌に喋る。左目(砲手用サイト)が見えないとやる気が出ない。基本的に世話焼きな性格で、不甲斐ないやわらか戦車に説教を垂れる一方、兵器として仲間だとは思っているらしく、やわらか戦車達を見下したりはしない。時にノリツッコミに参加することもある。
第14話以降、分隊長を務めている。90式戦車としての戦闘能力は作中でも強力な物として描かれている。しかし、重戦車ゆえカナヅチである。
第19話では戦場の弁当売り戦子に一目惚れをする。最初の頃は毎日天気の話しかしていなかったため、業を煮やした兄者たちの活躍によりメールアドレスを交換したり、デートをしたりする。コックピット内は兄者の「男の隠れ家」となったり、ジャニスとジミが入り込んだりしているが、90式先輩本人は全く気づいていない。
兄者が空挺団に配属されてからは出番が減ったが、再登場となった第43話では北部戦線に配属されており、最近ヒーターの調子が悪くなったという設定が追加された。
戦子
モデルは74式戦車だが、全身がピンク色になっている。戦場で弁当売りをしており、流れ弾を受けたとき90式先輩に助けられ彼に好意を持つ。
目が悪いため、いつも眼鏡をしているが、90式先輩と会うときは眼鏡を外し化粧を整えている。
退役前は北海道に勤務しており、毎年雪祭りにかり出されたため、雪像造りが得意。その能力はわずか12時間で城をいくつも造れるほど。
兄者の「男の隠れ家」の所在地を知る唯一のキャラクターでもある。
ジミ
褐色の肌にアフロ頭の男。やわらか戦車達からは「ジミおじさん」と呼ばれる。初登場時は空港の係員だったが（第6話）、その後は清掃員やカルト宗教の宣伝員、武器屋のオーナーなど職を転々としている。当初は職業に合わせた服装をしていたが、第27話以降から空手の道着に統一された。苦手なものは「辛いのと酸っぱいの」特訓で苦手なトムヤムクンを食わされ、太ってしまった。
先述の通り本業は一定しないが、マラカスで地道な努力を重ね(ジミ自身は「マラカスは自分の命ぞ、相棒ぞ」と語っている)、第18話では苦節20年を経て、MHK紅白歌合戦に出場した。その後は兄者が幼い頃観ていたテレビ番組の司会を務めたり、軍人やボクサーとして現れるなど唯一の主要な人間のキャラとして様々な場面で活躍するようになる。
中学校は鬼塚曹長と同じ、二中出身（第31話）。北海道にジャニスという許嫁がおり、10年間連絡を取っていなかったが、兄者たち夫婦の様子を見て結婚を決心、曹長達と共に北海道に向かった（第32話）。しかし、ジャニスの愛の重さに耐えかねて救出に来た兄者と共に逃走、待機していた90式先輩らに砲撃指示を出すが何らかの原因で砲撃できず、家から飛び出してきたジャニスによって90式先輩の内部に引っ張り込まれてしまった（第33話）。
現在は丸く収まっており、ジャニスの為にもと阿漕なキャッチセールスなどからも足を払って裸一貫で出直し、正当な方法でお金を稼ぐようにもなった。しかし、始めはその正当なお金の稼ぎ方が解らなかったのか、兄者を始めとしたやわらか戦車隊を手玉にとり「内需拡大」をキャッチコピーとした宗教を作ってしまい、兄者たちからお金を巻き上げてしまった時期があった（第37話）。また、ジャニスを時折「ジャクリーヌ」や「ジェニファー」と言い間違える事があり、その都度兄者やジェーンに突っ込まれている。第46話においてはジャニス本人の前で間違えてジェニファーと言ってしまい、ジャニスの手で闇の中に引きずり込まれる事態となってしまった。
山田くん
兄者が幼い頃憧れていた旧型戦車。知名度はあるらしく90式先輩も彼のことを知っていた。第一線を退いているが戦車としての責務を全うするためテレビ番組に出演し落語家達に砲撃していた。喋ることが出来るが劇中では「イエス・ボース」としか喋っていない。
小学生
やわらか戦車をひっそり飼っている小学生（第2話）。生肉をやわらか戦車に食べさせてあげていた。
中学男子
中学男子（第2話）。兄者に眉毛を落書きしたりとやんちゃな行動が目立つ。練り物キャノンのちくわがお気に入りらしく、わざわざ戦場まで食べに来ている。
テロリスト
6話登場。兄者たちの前に飛行機に乗り込もうとしたテロリスト。服の下とはいえ、堂々と手榴弾やアサルトライフルなどを持ち込もうとする大胆な人物。
その後はジミに警棒で頭を何度も叩き付けられて落ち込んでしまった。
笠恥羞(りゅうちしゅう)
18話登場。紅白歌合戦に出場していた三人組の音楽グループ。やわらか戦車曰く「今年は売れた」。
ティアンチャイ・シンチャチャワン
タイ人のボクサー。ボクサーとして登場したジミおじさんの対戦相手でYBA世界バンタム級チャンピオン（YBAは架空のボクシング認定団体）。おやっさん曰く「知れば知るほど凄いボクサー」。試合はジミの攻撃を一切受ける事なくKO勝ちした。
ジャニス
ジミが北海道に残してきた許嫁で、一度別れてから10年も音沙汰のない状態だった。兄者やジェーンにはとっくに終わった恋だと思われていた。
独りで暮らしていた10年の間に精神を病んでおり、ジミが手紙を送りつけて以降彼に対して歪曲した愛（兄者曰く「基準値をはるかに超えている」）を向けている（第32話）。その過程で家の内外にジミとジャニスとの相合い傘や「愛結婚出産幸福実現」「祝」といった文字を殴り書きしている。ジミ曰く「非常にシャイ」で顔は一切出ていない（手や足だけ）。彼女の言葉は壁の文字で表されている。
現在は丸く収まっているが未だにジミとはまともに顔を合わせていないらしく、兄者の計らいで家の中の塗装を1日かけて白く塗り替えられるも「自身の趣味に合わない」という理由で一瞬で元の塗装に戻してしまった（第46話）。
鳩
鬼塚曹長をぱーぷる牧場に拉致した鳩胸のすごい鳩（第35話）。鬼塚曹長やジャニスの家を持って運ぶほどの脅威の脚力を持つ。
松戸博士
市街地に「松戸整形クリニック」を開業している人物。27話登場。
やわらか戦車達の足周りをカスタマイズするだけでは無くボディー改造も得意とし、仕事は丁寧なのにも拘らず30分で終了させる凄腕の持ち主だが、ジミのアフロ（天然パーマ）を直すのは現代の技術では不可能だとしている。
頭や目を機械化しヨダレをたらした風貌や、とり憑かれたような作業振りなどいかにも「マッドサイエンティスト」然とした姿である（名前も「松戸」→「マッド」というもじり）。
兄者曰く「仕事は丁寧」「工作技術は折り紙つき」で、レーシングカーや自転車の足回りに装換されたやわらか戦車に関しては間違いなくスペックアップさせている。
兄者に耳打ちをする所から会話は出来るようだが、セリフを話すことは無い。
クロちゃん
第40話にて隣国から本土への不法侵入を行った潜水艦。
鬼塚曹長が兄者とともに制裁を下した際に帰巣回路を損傷、兄者が近くの海岸に誘導、回復するまで兄者が面倒を見ることになったが、そのまま懐いてしまい兄者に飼われていた。
当初、鬼塚曹長は日本がこの潜水艦を拿捕したと思われないかと頭を抱えていたが、その後はコスプレイベントで敵キャラ役をするなど、打ち解けた様子がみられる。
好物は餃子（第41、42話）で、陸上でも動ける（第42話）。
第一空挺団隊員
鬼塚曹長を隊長とする、軍隊きっての斬り込み部隊「第一空挺団」の隊員たち。下記に記述されるメガネと岩田を含む数名の隊員たちは第15話で既に登場しており、第29話の技能試験を経て兄者と共に配属された。
鬼塚曹長
兄者が配属された第一空挺団の曹長で、本名は鬼塚(オニツカ)鬼男（第43話）。29話初登場。
スキンヘッドに日の丸の鉢巻を巻きつけ左目に傷があるといういかつい風貌で、パラシュート無しで輸送機から飛び降りで地面に落ちても平気な上、泳ぎで違法漁船を追い掛け回す、槍で潜水艦を刺して貫通させるなど強靭な肉体を持つ。
性格は猪突猛進かつ愛国的で、空挺団部隊でありながら、三角諸島に隣国の違法漁船が不法侵入してきた際には、「祖国への舐め腐った挑発行為は自分個人への宣戦布告」と見なし「お上の命令なんて待ってられるか」という理由から出動命令がなくとも、兄者を無理やり連れ、海上武装無しで出動する。
また、忘年会の王様ゲームで余興のつもりのはずが、本当に3番（兄者）を北部戦線に冷凍餃子と一緒に島流しした。以上の行動に兄者ら部下を平気で巻き添えにすることから、周囲からは別名「歩く暴力装置」と呼ばれている。
また、部下とのスキンシップを大切にしているため、偶然を装って部下と休日を共にすることが多いが、実際には部下達はそれを嫌っている。休暇中には、兄者の家に4泊も居座り続けた。また、その様子を『あおぞら空挺団』という名の自身のブログに綴っている。ジミと同じ二中の出身で、当初は仲が悪かったが後に親友になっている。
初登場時は肌は白かったが第41話で日焼けした為、その後は黒い肌で登場するようになった。
第50話では航空自衛隊指揮官を殴った上で航空部隊に配備された兄者を突如連行。10円玉でロシア軍機に応戦するよう命令し、自身もタコになって撃墜しようとするがロシア軍機の機首部にお尻が刺さってしまい、体表が紫になったままロシア軍機に連れ去られていった。
第52話では援軍として無理やり登場し、続く53話ではコンバットナイフを用いて素手の缶元総理と格闘するも重傷を負う返り討ちに遭う。陸地の戦場ではほぼ敗北知らずだったが、やむなく軍からの退却指令に従う。
返り討ちに遭う前の第51話では総理が辞任する場面で「野党の総理なんざ名前を覚えても無駄」と嘲った自分を恥じ、缶元総理の実力を認めるのと同時に恐怖を植え付けられた。その後引き上げる最中、缶元総理に決死を挑む、やわらかベイベとそれを追う兄者を静かに見届け幕を閉じた。
メガネ（名前は第29話パソコンのユーザネームより）
29話初登場。当初は技能テストで兄者たちの能力を検査していたが、成績最下位の兄者のパソコンのデータ改竄と脅しによって第一空挺団に配属された兄者を怒りながら見送った。
後に彼もいつの間にか第一空挺団に配属された。
よくiPadを持ち歩いていて、役に立つ情報を調べる。
田中
第31話で話に出てきた第一空挺団の隊員で、よく地雷を踏むらしい（鬼塚曰く「田中マジック」）。既婚者。鬼塚の型破りな行動には頭を抱えることが多く「超絶めんどくせー」と発したことがあった。
岩田
第一空挺団の隊員。顔の上半分がヘルメットでズッぽりと隠れており、ヘルメットから僅かに見える半月型の片目としゃくれアゴが特徴。強面に見えるが、総長との誘いに付き合って以降は笑顔を見せることが多い。語尾に「〜ッス（または「ス」）」を付ける。
第39話では休日に鬼塚曹長と一緒に遊園地に行き観覧車に乗ったが、てっぺん位の所まで行ったところで強風により観覧車の動きが4時間停止した。
第44話ではコスプレイベントにサバイバルナイフを突きつけられて強制的に参加させられた。
第48話ではファナレル症候群に感染した兄者にアメリカンサイズ（カーリングのストーンほどの大きさ）の治療薬（錠剤）を与える役割を鬼塚に任命される。しかし、兄者は岩田が錠剤を投与し姿が見えなくなった直後に吐き出し地面に埋めていた為、症状が悪化。岩田の苦労が水の泡となり、兄者の本体が宇宙空間に飛んで行ってしまった事に責任感を抱いていた。
中田
北部戦線の隊員で警戒陣地の機関銃手。任務中にしめ飾りを飾ろうとしたり、愚痴をこぼす反面、寒がっている兄者に90式先輩の中に入ることを勧め、入る際にコーヒーを渡すなど心やさしいところもある。
90式先輩のことをキューマルと呼び、狂犬と例える。また「国は、戦車の頭数を減らしたがっている」から引退して戦子と弁当屋をやることを進める(第43話)。
航空自衛隊指揮官
身長が鬼塚曹長の3分の1程しかない小柄で頭頂部に1本の毛を残した年配の男。なるべく他国と角を立たないようにする事を心情とし、兄者を含むやわらか戦車隊を航空自衛隊に引き入れようとしている。
兄者には未確認機に対して「作り笑い」による忠告で立ち退くように何度も言っているが、逆にナメられる結果になっている為、兄者からはぶつけようのない怒りの矛先を向けられている。
また、第50話では自身の平和的解決の姿勢に不満を抱いている鬼塚曹長に殴られた。
もともとは「くわがたツマミ」の作中に登場する鍬形町の高等学園の校長先生だった。しかし、アニメ本編前の時点で蛍原ヒカルにより学園は掌握され、学園名も「ホトハラ学園」に改名。元校長は縄で巻かれて吊るされただけの人物だった。
防疫隊員
ガスマスクに黒い服装をしている。
第47話でファナレル症候群に罹った兄者達を主力戦車から守るために1匹残らず捕獲した。
缶総理大臣（元総理大臣）
日本の総理大臣でモデルは菅直人元内閣総理大臣。兄者の愛称は「ナオたん」、兵士、鬼塚からは「イラ缶」と呼ばれていた。粛々と何かをする。レアアースより餃子のほうがいい（レアアースは食べられないから）と思っている（第42話）。
第48話で再登場し、マイクを片手にダンスをしたり、白いタキシード姿でワインを片手に取材に応じる等、ハチャメチャなキャラになっている。
第51話では物語上議員から辞任、その後は空き缶のコスプレをして所々で空き缶を拾っている所を兄者に何度か目撃される。しかし逃げ足がとても速く、この時はまだ兄者以外にその姿は見られていなかった。
第52話では軍人たちにも目撃されるようになる。砲撃されても軽傷（口から血を流す程度）であったり、空挺団の3人をあっさり倒してしまう戦闘能力がある。不審者扱いされたことで、堪忍袋の緒が切れてしまい、空挺団の隊員を倒した後、銃を奪って廃ビルに立て篭もり、兄者を含む第一空挺団と銃撃戦を展開することとなった。
第53話では、鬼塚曹長を近接格闘で圧倒し、第一空挺団のみならず90式先輩率いる戦車隊を含む自衛隊の大部隊と交戦状態になる。90式先輩を素手で殴り飛ばす、戦闘ヘリを落とすなど鬼神のごとく暴れまくり、ついには軍部隊の「退却命令」が下り、撤退にまで追い込んだ。
話の最後に決死で出撃したやわらかベイベの担いだミサイルが額に直撃し、それを止めに入った兄者もろとも爆発を受け、事実上この回が最終回となる。3人（および匹）のその後は不明。
更新停止が入った当初は「缶ネタを出したために菅関係者の外部圧力で停止に追い込まれた」と推測したファンもいたが、作者自身は否定している（自身のブログより）。
由紀山 鳩夫（ゆきやま はとお）
闘神とたたえられていた人物。缶に打ち倒された模様。モデルは鳩山由紀夫。
劉報道官
隣国の報道官でモデルは仙谷由人。三角諸島の領土、領海を自国の物だと思っている。
クロちゃんが行方不明になったことを日本による拿捕と見なし、報復措置としてレアアースを全面禁輸し輸出分を全て冷凍餃子にして強制的に送りつけた(第42話)。
デビット・ファナレル
戦車特有の感染症「ファナレル症候群」を発見した博士。
鍬形ツマミ
ラレコの作品『くわがたツマミ』の主人公。くわがたツマミがネトアニでやわらか戦車と合流した際にゲストとして登場。彼女は「ガキーン」としか喋っていない。

## 兵装
いずれも一切戦闘の役には立たない。
練り物キャノン
ちくわを頭に乗せただけ。お腹をすかせた中学生に食べられてしまう。
三文判キャノン
三文判を頭に乗せただけ。住民票を取ろうとしたが朱肉を忘れ、オヤジの湿った吐息をかけられる。初登場時（第5話）には、強気になったのか珍しく五式戦車と共に突撃して、判を敵戦車の残骸に押している。
子育てキャノン
哺乳瓶を頭に乗せただけ。ベイベのために兄者が開発した。一応、実用性は確認済み。第10話で武器を持っているやわらかベイベの姿が確認されている。
子作りキャノン
ラレコがブログ上でのみ公開した装備。生殖に用いるようだが、実態はモザイクで伏せられており見ることはできない。

## 用語
やわらかチタン
本作に登場する架空の金属。やわらか戦車の装甲材。金属アレルギーの心配がない安心素材である。
やわらか戦車のみならず、背負わせミサイル用のミサイルの素材として使われることもある。柔軟性と引っ張り強度は異常に高いがプリンと同じくらいにやわらかく、パパのかかとほどにも固くない。
FなるFtasy
「エフナルエフタジー」と読む。第44、45話に登場する架空のゲーム。
ファイナルファンタジーシリーズのパロディであるが、レベル1で攻撃力が9999など、本物ではありえない描写が多い。
開発はSQUISHY SOFT。
ファナレル症候群
デビッド・ファナレル博士によって発見された、戦車特有の感染症。
発症するとファナレル効果によって戦車内部に強力な斥力が発生し、砲塔部と車体部がファナれてしまい本来の戦闘能力を発揮できなくなるという病気。
悪化するとどんどんファナれていき、最終的には宇宙空間へとボディだけが進出してしまう。なお、ファナれても「履帯はそのまま地上に残り感覚も繋がっている」という摩訶不思議な病気である。
兄者が最初のキャリアとなり、その後続々とやわらか戦車達が感染。防疫局によって捕獲されていった。
後に米軍より無毒化する薬を分けてもらったのだが、サイズがアメリカンサイズでとてもやわらか戦車に飲めるサイズではなかった。

## 地名
日本
現在の総理は不明だが、前総理は缶、それ以前は由紀山鳩夫。現在の日本とは違い、T-72やAK-47を装備する軍隊と戦争している。
サモア独立国
やわらか戦車達が休暇で向かおうとしていた。
サマワ
やわらか戦車達がサモアと間違えて降り立った、イラクの都市。戦争状態にある。
柔原基地（くわばらきち）
兄者達が所属する第一空挺団がある基地。基地に向かう路線バスが運行されているが、毎日1000%を超える乗車率となる。
伊豆諸島沖
国籍不明機の領空侵犯が絶えない。
三角諸島（さんかくしょとう）
他国の違法操業が絶えなく領土問題がある島々。本編中で示された地図では現実でいう尖閣諸島の場所に位置している。
北部戦線
他国と戦争中の部隊の最前線。90式戦車らが配属されていた。
隣国
三角諸島に漁船を送り込み挑発を繰り返す。

## バージョン違い
上記兵装以外のもので以下のバージョンが確認されている。
絆創膏装備バージョン
蚊に刺されたバージョン（以上第1話）
落ち武者バージョン
まゆげバージョン（以上第2話）
七三式戦車（サラリーマンバージョン）
サモアバージョン
サマワバージョン（以上第6話）
軽トラの鍵バージョン（第34話）
ドラゴン戦車（孫悟空バージョン）（第7話）
下半身猫バージョン
ベイベ マーチングバージョン リーダー
ベイベ マーチングバージョン トランペット
ベイベ マーチングバージョン トロンボーン
ベイベ マーチングバージョン スーザフォン
ベイベ マーチングバージョン 大太鼓（以上第8話）
セイロ蒸しバージョン
戦場銘菓 兄者焼き（以上第9話）
ボクシングコーチバージョン（第11話にて）
ビーチのあの子バージョン（波打ち際戦車ーズPVにて）

## 登場兵器
登場した兵器のうち、登場人物の項目に入っていない物をここに挙げる。

### 陸上兵器・車両
五式戦車
初登場は第1話。架空の戦車であり、公式サイトによると「要所要所で戦う戦車」らしい。
名前は旧日本陸軍の五式中戦車のようだが、それに三式中戦車や四式中戦車が混ざったような形をしている。主に初期の作品に登場しており、最近の作品には登場していない。
背景としての登場がほとんどだが、第8話には退役後に大喜利の座布団運び（正確には砲撃）の仕事をしていた「山田くん」という車両も登場している（兄者曰く「旧型戦車」らしい）。
90式戦車
第22話、33話などでは、90式先輩以外の車輌も登場している。
第53話では缶元総理に対し、90式先輩を含む5両が一斉砲撃を行うも全てかわされ、3両が砲身を地面に突き刺されるという惨めな姿を晒すこととなった。
T-72
初登場は第1話。基本的に敵役を務める。
第43話で敵対勢力に1輌配備されており、90式先輩が初弾で撃破した。
M1エイブラムス
初登場は第2話。最近は出番が無い。
第14話に破壊された物が登場。
第15話では08式スナイパーガンの試射時に標的とされた。
99式自走155mmりゅう弾砲
第2話に背景として登場。
73式中型トラック
初登場は第6話。移動手段として使われることが多い。
基本的には幌付きだが、第39話には幌無しの車輌も登場している。
軽装甲機動車
第6話に登場。サマワにて高機動車の先導をしている。
高機動車
第6話に登場。サマワにてテロリストの攻撃を受け破壊される。
サマワ急便トラック
第6話に登場。サマワで営業している運送会社「サマワ急便」のトラック。車種は三菱ふそう・キャンター。
キュベルワーゲン
「波打ち際戦車ーズ」PVに登場。ビーチに行く兄者たちが乗っている。
戦闘兵器 (仮称)
第27話にて、ジミおじさんが松戸博士によって改造された姿。名称は第28話での兄者の台詞から。砲を一門と10連装のVLSを2基装備している。ジミおじさんの体を得た子ネコに破壊された。
キャタピラはやわらか戦車の物を流用しており、そのため最初はバックしか出来なかったが、第28話ではキャタピラを後ろ前に配列され前進も出来るようになった。
また、第45話では本車が数か所、背景として使われている。
柔交バス
第38話に登場。柔原基地近辺で運行しているバス会社「柔交通」のボンネットバス。
劇中では柔原基地行きの路線が登場した。兄者曰く「戦車たちが通勤や帰省によく利用している路線」だそうで、戦車割引も存在する。
混雑時には乗車率が1000%を超える事もしばしばあるようで、兄者たちは寿司ずめになった状態で思考回路を切断して対応している。
化学防護車
第47話でファナレル症候群に罹った兄者を回収した。
高所作業車
第48話で岩田が使用した。

### 航空兵器
Mi-24 ハインド
第1話に登場。兄者たちを襲う蚊の群れのバックを飛んでいる。
一式陸上攻撃機
第17話にトイレ中の兄者と90式先輩の脳内イメージとして登場。
C-1
第29話で初登場。第一空挺団の足として活躍する。
第32話で垂直着陸をしている。
AH-64D
第33、53話に登場。第33話ではジャニスの家を包囲する部隊の上空に展開している。
第53話では第一空挺団の援軍として缶元総理攻撃に出動するも、少なくとも2機が撃墜されている。
UH-60J
第48話で岩田がファナレル症候群に罹った兄者に薬を飲ませるために使用した。
第53話にも登場。缶元総理が暴れまわる街の上空を飛行している。
F-15J
第49話でIRST搭載型が2機登場。第50話にも登場している。
Su-27
第49、50話に登場。伊豆諸島沖を領空侵犯した。

### 船舶
巡視船
第40、41話に登場。隣国の漁船に衝突されていた。
第41話に登場した船の船名は「やわら」（モデルはびざん型巡視船）。
戦闘艦
第23話に背景として登場。艦首に主砲を備えている。

### 銃火器
89式5.56mm小銃
自衛隊の標準装備として第14話より頻繁に登場している。第一空挺団も固定銃底型を装備している。
9mm自動けん銃
第29話：技能テストで兄者が使用した。
第36話：ぱーぷる牧場に拉致された鬼塚曹長が所持。
第42話：クロちゃんをなぜ飼っているか説明させるために鬼塚曹長が兄者に突きつけた。
第43話：凍った兄者を90式先輩から外す際に中田が使用した。
5.56mm機関銃MINIMI
自衛隊の標準装備として第14話より頻繁に登場している。
AK-47
第43話で敵対勢力が所持。
PP-19 Bizon
第6話では飛行機に乗り込もうとしたテロリストが所持。第10話ではベイベが兄者に対して発砲している。
RPG-7
第6話ではゲリラが高機動車に向けて発砲、破壊した。第10話ではベイベが兄者に対して発砲している。
M1911
第6話で、飛行機に乗り込もうとしたテロリストが所持。
08式スナイパーガン
目標をロックオンすれば目標の位置情報を瞬時に解析し、情報を受け取った軌道上の衛星から支援攻撃が行われる。
また、あたためモードにすれば数キロ先の昨日の晩御飯も即座に暖めることが可能。
キャンペーン期間中は、おしゃれなキャリングケース、インクジェットプリンター、1GBメモリーカードと一緒に支給された。
第22話では兄者が90式先輩の冷めた弁当を温めるために使用した。
84mm無反動砲
第52話で、空挺団隊員が缶元総理に向けて発砲。

## ストーリー
| 話         | 時間      | 内容 |
| ---------- | --------- | --- |
| 第一話     | 約1分     | 本編のすべてが歌である通称歌モノ。ファンの歌うほとんどの曲が第一話。太鼓の達人では、第一話と第二話の歌詞を連続して使用している。 |
| 第二話     | 約1分30秒 | 歌モノ。小学生に生肉をもらったりされながら飼われているものが登場。また最後には重大なお知らせとしてブログ開設を報告している。 |
| 第三話     | 約2分     | トリオ、コンビが解散（長男が最初に爆破され、次に次男が爆破された）。兄者のピーナッツアレルギーが発覚。90式先輩の長い話に退却する三男に「人の話は最後まで聞けー」と怒られた。やわらか戦車のお菓子（ラレコの母がホワイトチョコレートで作ったもの）を紹介している。 |
| 第四話     | 約1分40秒 | 兄者に家族がいることが判明。子育てキャノンが登場。パパ（兄者）は家族より先に逃げ最終的には家が破壊される。 |
| 第五話     | 約1分     | 歌モノ。三文判キャノンが登場。肝心なときに朱肉を忘れてしまい市役所のオヤジに吐息をかけられる。 |
| 第六話     | 約6分30秒 | ちょっぴり長めの超大作。サモア行きのチケットとサマワ行きチケットを間違える。兄者は大した違いは無いというが全くの大誤算。飛行機は荷物室。 |
| 第七話     | 約5分     | ジミおじさんが転職。波動の講習会に行った兄者は必殺技、「まみむめ藻」を練習。講習と見せかけて壷やDVDなどの悪徳商法にひっかかる。 |
| 第八話     | 3分40秒   | ベイベが中心の物語。野心的なベイベ。マーチ（通称乳マーチ）を奏でながらミルクをおねだり。赤ん坊に似つかわしくない野望を言いまくる。 |
| 第九話     | 1分8秒    | 歌モノ。兄者のおいしい調理法を紹介。たこ焼きサイズのものを確認。この回の番外編（DVD1巻+1話）で足（キャタピラ）をたためて赤くなると柿に似るということも判明した。                                                                                                 |
| 第十話     | 約4分30秒 | 兄者は帰宅するが武装したベイベと危険な遊びをすることに。棒倒しにミサイルを使うのはやめましょう。 |
| 第十一話   | 5分25秒   | ジミおじさんがまたも転職。ボクシングを始める。この回では兄者はジェーンと試合を観戦している。おやっさんというコーチのやわらか戦車が登場する。世界戦に挑む際マウスピースを忘れたジミおじさんは、コーチのやわらか戦車を…。                                          |
| 第十二話   | 6分16秒   | 天ぷら売りの戦車（マッチ売りの少女のパロディ）。武器を天ぷらにして90式先輩を怒らせ轢かれるも復活。一応感動系らしい。雪の中で寝ると風邪を引きますよ。 |
| 第十三話   | 約1分10秒 | 久しぶりの歌モノでご隠居編。兄者とジェーンの老後が描かれる。 |
| 第十四話   | 約5分16秒 | 戦場で増援物資を待つ分隊長・90式先輩たちのもとに現れたのは、やわらか戦車隊。兄者は猫の扱いにくさを理由に犬派に乗り換えようとする。 |
| 第十五話   | 約5分     | 部隊長となったジミおじさんにより、新型兵器・08式スナイパーガンが支給されることになった。超強力で意外と家庭的であり更にオシャレなキャリングケース付きな兵器を欲しがるやわらか戦車たち。しかし、やわらか戦車たちに支給されたのは…。                                |
| 第十六話   | 5分11秒   | 戦場で見ていたベイベとジェーンの写真のベイベの顔のあたりに穴が空いてしまう。危険予知した兄者は猫のタマに連れられてジェーンのもとに向かうが、その先で見たものは…。                                                                                                |
| 第十七話   | 5分9秒    | トイレで用を足していた兄者と90式先輩、しかし紙がないことに気づくと…。 |
| 第十八話   | 4分51秒   | 大晦日の日。ジミおじさんの様子がおかしい、するとジミおじさんがキャンプから出て行ってしまいその行った先は…。 |
| 第十九話   | 4分53秒   | 90式先輩が弁当売りの戦車・74式の戦子に恋をする。 |
| 第二十話   | 7分16秒   | やわらか戦車たちが90式先輩の恋を成功させようとメール作りに励むが…。 |
| 第二十一話 | 4分25秒   | 登山訓練に励む軍隊と90式戦車と兄者。兄者が気圧で巨大化することが判明。さらに大きくなると態度がでかくなることも…。 |
| 第二十二話 | 5分44秒   | 90式先輩が戦子に初メール。土曜日にデートすることになるが…。 |
| 第二十三話 | 4分38秒   | 兄者たちが訓練で休んでいるとき、海に落ちたベイベに兄者はタイヤをなげて助けたが、逆にタイヤの重さでおぼれてしまう。それを見たみんなは何とか助けようとするが…。 |
| 第二十四話 | 5分13秒   | ベイベ1歳の記念にミサイルを買いに来た兄者一家。しかし入った店は悪徳商法をしている店であった。はたして兄者は騙されずに買うことができるのか…。 |
| 第二十五話 | 6分7秒    | 90式先輩が明後日戦子とデートをするために兄者に貸した5万円を返そうとせまるが、兄者は「男の隠れ家」にいることが判明。さっそく探しにいくが…。 |
| 第二十六話 | 4分24秒   | 兄者たちの好き嫌いを直そうと90式先輩が突然富士山のふもと青木ヶ原樹海で訓練を行うことに。「食事は蛇、蟻など自然にあるものを食べる」という条件のなかで兄者たちは食べ物を確保することができるのか。                                                                 |
| 第二十七話 | 4分24秒   | 交通調査するジミおじさんの前を改造されたやわらか戦車たちが横切っていく。不審に思ったジミおじさんがやってくる方向にむかうと…。 |
| 第二十八話 | 5分22秒   | 27話の続き。むりやり兵器に改造させられた上に、猫に自分の体をとられて不機嫌なジミおじさん。猫から体をとり返そうと策を練るが…。 |
| 第二十九話 | 5分6秒    | 今日は技能テストの日。しかし、兄者の成績は兄弟の中で一番悪かった。そこで兄者は…。 |
| 第三十話   | 3分38秒   | 空挺団がC1からダイブで戦場に突入！しかし兄者は…。 |
| 第三十一話 | 4分54秒   | 休日、鬼塚曹長の買い物に付き合うことになった兄者だが、思わぬ事態に…。 |
| 第三十二話 | 6分06秒   | ジミおじさんに許嫁の「ジャニス」がいたことが判明。鬼塚曹長の後押しで10年ぶりに北海道を訪ねるが…。 |
| 第三十三話 | 7分13秒   | 32話の続き。ジャニスに拉致されたジミおじさん救出の為に出撃した90式、一方の鬼塚曹長と兄者はジャニスの家に潜入するが、そこは余りにも異様な世界だった…。 |
| 第三十四話 | 5分15秒   | 兄者が普通免許を持っている事が判明。しかし、その余りに危険な運転で鬼塚曹長は兄者を教習することに…。 |
| 第三十五話 | 6分17秒   | 33話の続き。ジミおじさん救出失敗から数ヶ月後の兄者たち。そんな中、空挺団本部宛にぱーぷる牧場から1つの小包が…。 |
| 第三十六話 | 7分10秒   | 35話の続き。兄者とのじゃんけんに負け、ハトにぱーぷる牧場へ連れて行かれることになった鬼塚曹長。再び悪夢の家に入ってしまった鬼塚曹長の運命は…。 |
| 第三十七話 | 5分25秒   | 誤解が解けたことで、家ごと空挺団本部近くに引っ越し、新たなスタートを切ったジミおじさんとジャニス。その一方、いつものように戦場を駆け抜けていた兄者が戦場で見つけたのは、むしろで身を包み頭を丸坊主にしたジミおじさんだった・・・・。                             |
| 第三十八話 | 5分23秒   | 貴重な休暇を鬼塚曹長にぶち壊しにされて怒り心頭のジェーン。それを尻目に兄者と共にバスで陽気に本部へ帰ろうとする鬼塚曹長には恐ろしい災難が待ち受けていたのだった…。                                                                                                |
| 第三十九話 | 5分59秒   | トラックに揺られながら移動する兄者と第一空挺団の隊員たち。トラックの荷台に乗る兄者と鬼塚曹長の部下たちは、ちょっとした事から鬼塚曹長との休暇での出来事を話し始める。                                                                                             |
| 第四十話   | 6分22秒   | ぐっすりと眠っていた兄者が目を覚ました場所は、なんと大海原のど真ん中だった。しかもキャタピラが外され、頭には細長い旗が付けられていた。困惑している中、海中から蛸に偽装(本人が頑なに主張)した鬼塚曹長が現れ、自分たちが三角諸島にいることを教えられ…。            |
| 第四十一話 | 7分7秒    | 40話の続き。本土では隣国漁船が日本の巡視船に衝突する映像が流出して大騒ぎになっている中、鬼塚曹長は大量の餃子とブイにされた兄者と釣竿を持ち、ゴムボートで三角諸島沖を走り回っていた…。                                                                            |
| 第四十二話 | 6分53秒   | 41話の続き。三角諸島での衝突事件で隣国と日本の国交が悪化していく中、追い打ちを掛けるかのように隣国の潜水艦が日本側の攻撃で行方不明になるという事件が発生。すっかり日に焼けた鬼塚曹長は、三角諸島で仕留めたあの潜水艦の事ではないかと危機感を抱いていた。         |
| 第四十三話 | 7分28秒   | 90式が久しぶりに登場。場所は極寒の北部戦線。敵軍の接近を警戒している中、現役引退を考え始めている90式の元に、餃子と一緒に冷凍配達された兄者がやってきた。 |
| 第四十四話 | 6分28秒   | 何かを考え込む鬼塚曹長。そして意を決したかのように兄者に空挺団の隊員1人1人を連れてくるように言ったのだが…。 |
| 第四十五話 | 7分55秒   | 44話の続編。鬼塚曹長をはじめとした第一空挺団の隊員たちが、コスプレ衣装で送る番外編。合言葉は「俺、TUEEE!!!」。 |
| 第四十六話 | 7分6秒    | ジミおじさんが久しぶりの登場。ジャニスと結婚して9ヶ月になったジミおじさん。しかし、結婚してから1度もジャニスの顔を見ていないという事実を知った兄者は、2人の家の中の壁の塗装を塗り替えようと提案する。                                                            |
| 第四十七話 | 5分50秒   | 身体測定で身長が1cm伸びていた事でたった一人再検査を受ける事となった兄者。空挺団での訓練の結果だと思い込んでいたが、翌朝自分の体がとんでもない事になってしまっていた。はたしてその原因とは…！？                                                                   |
| 第四十八話 | 7分00秒   | 47話の続き。病気の悪化でどんどんファナれる兄者、特効薬が支給されるが…。 |
| 第四十九話 | 5分47秒   | 領空に国籍不明機が侵入。角の立たない穏便な解決の実現の為、何故か空を飛ぶ兄者。防空識別圏に入る前に追い返す作戦とは…？！ |
| 第五十話   | 6分23秒   | 49話の続き。前回、兄者の懸命むなしく国籍不明機を取り逃がしてしまったことに腹を立てた鬼塚曹長。ある日曹長は航空自衛隊指揮官を殴り倒して兄者を連行する。連行先のサウナ店で曹長は応戦手段としてとある物を兄者に渡すのだが…。                                        |
| 第五十一話 | 5分2秒    | 缶総理が辞任してから3ヵ月。兄者は訓練中に缶のコスプレ姿で缶拾いをしている元総理を目撃。それ以来よく目撃するようになるが、何故か兄者以外には気づかれない。彼の目的は一体何なのか…。                                                                               |
| 第五十二話 | 5分42秒   | 51話の続き。空挺団の部下達が缶元総理を攻撃。そのことに腹を立てた元総理は部下達をなぎ倒し、銃を取り上げ廃屋に立てこもった。偶然通りかかった兄者らで謝罪に向かうも結局銃撃戦に応じることに…。                                                                      |
| 第五十三話 | 6分55秒   | 最終話。52話の続き。鬼塚曹長が援軍として廃屋に突入するも、あっけなくやられてしまう。そこで兄者は急遽増援を要請することに…。なお、この回で90式が10話ぶりの登場、ジェーンとベイベが15話ぶりの登場となる。                                                          |

やわらかアトム
| 話            | 時間    | 内容 |
| ------------- | ------- | --- |
| 第一話        | 3分9秒  | 鉄腕アトムとのコラボレーション企画第一弾。町が破壊されているのにやわらかアトムは岸和田名物だんじり祭りと勘違い。お茶のマル式先輩（90式先輩）に「馬鹿さも10万馬力」と説教される。アトム以外全員キャラクターがお茶の水博士。キャラかぶりに関してやわらかアトムは「せっかくのコラボ企画なんだから…」 |
| 第二話        | 3分9秒  | お茶を買いにいったアトムはコップがない、みたらし団子買ってきて、こんにゃくゼリー…とパシリにされる。小型ブースターによって数百キロ離れたコンビニへの買出しも難なくこなす。ドリームジェネレーターによって夢の中… |
| 第三話        | 4分37秒 | 新聞購読のセールスをする巨大ロボット（やわらかプルートゥ）の行く先はアトムの家。世界中の新聞がアトムの家には届いている。巨大ロボットは巨大洗剤「柔ック」をアトムの家に乗せ、新聞購読を迫る。 |
| 第四話 暫定版 | 約3分   | 妹防衛システムが作動し布団から出たアトムだったが戦う訳ではなく購読書にサインするだけだった。巨大ロボットが去ったあと、90式先輩に主砲で吹っ飛ばされて終わる。エンディングは存在しない。 |
| 第四話 完全版 | 約3分   | 第四話には完全版と未完成の暫定版が存在し、完全版は2008年1月17日に公開された。これは「公開に合わせて体裁を作った」との事（作者自身のブログより）。内容も洗剤をサービスされたり妹防衛システムが作動する点は同じだが、暫定版とは異なり巨大ロボット（やわらかプルートゥ）を分解したりするシーンが追加されたり購読書サインが「あにじゃ」から「アトム」に変更されている。今回で巨大ロボット編は終わりとのこと。 |
| 第五話        | 約4分   | テロリスト集団「レッド・フォックス」にハイジャックされた旅客機YT65便の救出に向かうやわらかアトム。しかし、テロリストの身につけるプラスチック爆弾の起爆スイッチがガスの元栓を彷彿とさせ、自宅のガスの元栓を閉めて来たかどうか、不安になるアトム… |
| 第六話        | 約4分   | 街の様子がおかしいと不審がるアトム。建物や街を行く人々、さらにはアトムの自宅やウランにまで妙なフサフサがついている。慌ててお茶のジミ博士に報告しに行くがこの現象の黒幕は… |

DVD特別エピソード
DVD1巻および2巻にはインターネットで公開されている作品の他に、DVDにのみ収録されているエピソードが「+1話」と称し各巻に1話ずつ存在している。
| 話       | 内容 |
| -------- | --- |
| DVD第1巻 | やわらかトリオが奥久慈、山間部に幸楽に出かけるが消息不明に。酒を飲みすぎたやわらか戦車たちが一発芸として「柿」のまねをした。そのまま寝てしまい民家に干された。            |
| DVD第2巻 | 敵のロケット弾の直撃を受け意識を失う兄者。08式スナイパーガンの蘇生モードで蘇生措置を受けるはずが…なお、この回のみ下から上にスクロールするスタッフロールが採用されている。 |

## DVD版、配信サービス版との異なる点
ネトアニで公開されているものとDVD版にはストーリーの違いはないのだが、差異が見られるエピソードも存在する。そのほか、各チャプターの最後にネトアニでは公開されていない映像が数秒間出ている。
第8話DVD版
第8話はネトアニで公開されているものと細かい点に差異がある。ラレコのブログ「やわらか戦線異状なし」でハードディスク内の第8話をうっかり消去してしまったためウェブ版と同じものを作り直したという。後にネトアニ側もDVD版に差し替えられた。
ウェブ版とDVD版の違いは
- ウェブ版にある最初の柔印がDVD版にない。
- 「家建てたい」のタイミング
- 「成長するにつれて…」の後、六本木ヒルズ・六本木ヒルズ森タワーからお金などが消えていくタイミング。
- 「それがやわらか戦車なのです」のときの兄者の輝き。
- 山田君の話に入る際のタイミング。
- DVD版の山田君の話中、ベイベの目の輝きが一部無い。
- 山田君の話の終わるタイミング。
- やわらかマーチ終了後、列を作って乳の順番を待っているとき「最後尾」の看板が追加。

など
第11話DVD版
- 全体的な差異として、ジミおじさんのコーチとして登場するやわらか戦車の一個体「おやっさん」のビジュアルが大きく異なる。ネトアニ版では傷だらけのボディに眼帯、茶色を帯びた履帯というビジュアルだが、DVD版では兄者と同様のビジュアルに変更されている。
- トムヤムクンを作り、喫食するシーンのセリフが違う。

第9話配信サービス版
- 「特命を帯びて隠密行動…」部分のやわらか戦車たちが一切の動きをせず、背景だけが動いている中で静止している。

## コラボレーション企画
YouTubeの「やわらか戦車チャンネル」という企画において、以下のアーティストとコラボレーションを行っている。
- ニポポ（トンガリキッズ）
- サエレキテル（サエキけんぞう&ポリムーグ）

### やわらかアトム
2007年10月4日、鉄腕アトムとのコラボレーション作品、『やわらかアトム』が発表された。手塚プロダクションの公認を得ている。現在7話まで公開。以下の情報はアニメーション本編と書籍「やわらかアトムの本」に基づく。
やわらかアトム
10万馬力の空飛ぶ戦車。10万の内訳は5万馬力が退却力、3万馬力が睡眠力、2万馬力が浅はかさとされている。彼以外からは「アトム」と呼ばれることが多い。使いパシリにされるなど、やわらか戦車が基になっているだけあって頼りない。新聞勧誘を断ることができず、彼の家には毎日世界中の新聞が配達される。岸和田名物のだんじり祭りがエレクトリカルパレードと同じくらい好きであるが、早起きが苦手であるためリアルタイムで参加することはない。彼に備わった機能は以下の通り。
やわらかジェットブースター
やわらかアトムの脚部(履帯)に仕込まれた超小型ジェットブースター。「数百キロ離れたコンビニへの買い出しを難なくこなす」程度の機能の推進装置である。
やわらかドリームジェネレーター
やわらかアトムが厳しい現実に直面した際、彼を強制的に眠らせて夢の中に退却させることにより、問題の先送りを実現する装置。この機能によって眠らされたやわらかアトムは、見ている夢に即した寝言を発する。
妹防衛システム
やわらかウランが危機に瀕した時、彼女の元に駆けつける機能。発動時にはやわらかドリームジェネレーターによる睡眠を打ち消し覚醒する。
お茶のジミ博士
科学省長官。やわらかアトムを踏み潰したり、パシリに使ったり、彼を軽く扱うことに余念がない。6話では一時の寂しさを紛らわせるために器物や生物などお構いなしにフサフサを生やす「お茶の水ウイルス」を開発し外界にばら撒いた。「ズルムケ」は禁句であり、彼の前でこれを発すると臓腑を震わせながら激怒する。好きなお茶の銘柄は「柔茶」。
お茶のマル式先輩
科学省所属の戦闘車両。「やわらかアトム」世界においては過去の遺物となっていた90式戦車をベースに最新の電子技術を用いて開発されたもので、90式戦車と同じく主砲として120mm滑腔砲を備える。主砲は弾丸相当のものを打ち出すことが可能(第4話)なほか、麺類をすすることも可能である。進行方向から目的地を算出する検索機能も装備している。コーラが「好きで好きで、しょうがない」飲み物で、たまにストローで息を吹き込みゴボゴボと音を立てて遊ぶ(お茶の水ジェーンはこれを「気持ち悪い」と評している)。
お茶の水ジェーン
科学省の飯炊き係。飯炊き係の名に恥じず、第1話ではやわらかプルートゥ上まで炊飯器を持参、お茶のジミ博士に白米を振る舞っていた。突然「私を犬と呼んでください」と言い出すことがある。こんにゃくゼリー系が彼女にとって「好きで好きで、これがないとテンションが上がらない」食べ物で、第2話でやわらかアトムにパシらせようとした。こんにゃくゼリーはスプーンですくって摂食する。
お茶の水ベイベ
ジェーンの息子。やわらかベイベと同じくまだ身の程を知らない赤ん坊で、無垢な瞳の奥に野心が渦巻いている。乳系が彼にとって「これがないと生きていけない」食べ物で、第2話でやわらかアトムにパシらせようとした。何か困ったことがあると「牛乳に相談」する。
やわらかウラン
やわらかアトムの妹。舌足らずな口調が特徴的で、やわらかアトムのことは「アトム兄様」と呼ぶ。頼りない兄とは対照的に、第3話ではやわらかプルートゥによる新聞勧誘に真っ向から立ち向かい、毅然とした態度で勧誘を断固拒否した。
やわらかプルートゥ
外国から来た巨大ロボット。第1話では市街地を破壊しながら移動する。その目的は「柔日新聞」の購読者獲得で、ノルマを達成すべくやわらかアトム宅に向かう。やわらかアトム一行との戦闘後はだんじり祭りを鑑賞してから帰国した。
ガスマスクのテロリスト
旅客機「YT65便」をハイジャックしたテロリストで、プラスチック爆弾に身を包み死を恐れないなど、忠誠心に燃える活動家。やわらかアトムの一言により自宅のガスの元栓を閉めたかどうかが気がかりになり、旅客機で自宅に強行着陸、その後、きちんと閉じられたガスの元栓を、旅客機によって踏み潰された自宅の残骸から発見した。

### つじつじ戦車
2008年3月末をもって（株）ライブドアを退職した元ネットアニメ・プロデューサー辻勝明氏を偲び、やわらか戦車の作者ラレコ氏が制作したプライベート仕様のやわらか戦車。内輪で行われた送別会用に制作されたものだがYOUTUBEで特別公開された。

## タッチで退却!やわらか戦車
ニンテンドーDS専用ソフト。やわらか戦車のメディアミックス作品の一つ。開発はサクセス。
ゲーム内容
下画面のパネル状のやわらか戦車たちをタッチして潰していく、「ぷちぷちアクションパズル」ゲームである。
メインは全4話のオリジナルストーリーにそって攻略を進める「ストーリー」、延々とパズルを解くことができる「エンドレス」、時間内のスコアタックができる「タイムアタック」、お題に沿ったプレイに挑戦する「クエストセレクト」の4モードである。
その他お楽しみ要素として兄者をタッチして反応を見ることができる「ふれあいモード」、ストーリーモードのプレイバックができる「やわらかメモリアル」、ストーリー中に挿入されるミニゲームを単体で遊ぶことができる「ミニゲームセンター」がある。
ゲームオリジナルキャラクター
エイブラムスさん
海の向こうの大きな国からやってきた主力戦車で、120mm滑腔砲を備えている。破天荒な性格かつ斜め上の日本観を持っており、本人は「神風特攻は日本男児のロマン」とした上で兄者をはじめとするやわらか戦車たちに敵への特攻を指示する。

## 関連商品
- 書籍 - 『やわらか戦車』（ラレコ、角川ザテレビジョン、2006年、ISBN 978-4048944786）
- 書籍 - 『やわらかアトムの本』(ラレコ、株式会社ポプラ社、2008年、ISBN 978-4-591-10555-9)
- DVD - 『やわらか戦車 The Legend of the Yawaraka Tank』、『やわらか戦車 YAWARAKA TANK2 The 2nd retreat』
- CD - 『やわらか戦車 -Reworks-』 ラレコ作曲の「波打ち際戦車ーズ」（声はkaorip）やニポポ、トンガリキッズ、サエレキテル、オイリバーサミット、太郎、TheBERICH feat.ハテナ＆クエスチョンズとコラボした曲が収録。またラレコの制作した「波打ち際戦車ーズ」、浜辺のライブはAppleの提供するサービス、iTunesで配信されている。
- ニンテンドーDS - 『タッチで退却! やわらか戦車』（2008年、サクセス）ジャンル：パズルゲーム
- iPhone/iPod touch互換アプリ - 「やわらか戦車すくい」（販売業者：LAMBDA FILM K.K 2010年3月26日）